# 密码学无政府主义
密码学无政府主义（英語：Crypto-anarchism；Cyberanarchism），也称加密无政府主义，是无政府主义在信息空间的一个实现。密码学无政府主义者通过使用密码学软件来避开在计算机网络中发送和接收信息时遇到的滋扰、监控和检举，力争隐私权和政治自由。
通过运用密码学软件，现实中的用户或组织的身份与虚拟身份之间的关系能变得难以辨识。甚至连这种行为将避开哪国的法律都难以说清，因为任何参与者的地理位置都无法确定。然而，参与者理论上也可能通过智能合同或基于在线声誉（如果用户是匿名的）创建新的法律。

## 动机
密码学无政府主义的首要动机，是反击对计算机网络通信的监视。密码学无政府主义者试图在大规模政府监视中保护自己，如棱镜计划、Tempora、电信通讯数据收集、美国国家安全局无证监听争议、641A室等。密码学无政府主义者认为解决这类问题的主要方法不是政治行动，而是密码学技术的发展和使用。

而第二个理由则是为了言论自由而避开审查制度，特别是网络审查。密码学无政府主义者使用的程序，通常让匿名在互联网和其它计算机网络上发表或阅读信息成为可能。例如，Tor、I2P、自由网和其它类似的网络，可让一个“隐藏”的网页仅能通过这些程序浏览；而类似Bitmessage的项目，则可作为匿名通讯系统代替电子邮件。这帮助了举报者和异见人士传播被政府压制的信息。

这样做的第三个理由是创建并实践“反经济学”。密码学货币，如比特币以及类似丝绸之路的服务，仅轻微触及法律，就可让交易货物和服务成为可能。

## 歷史
1988年，提摩太·梅起草《加密無政府主義者宣言》（The Crypto Anarchist Manifesto），成為加密無政府主義的濫觴。1992年，提摩太在加密龐克的活動上宣讀該宣言。
2013年，紐約時報將加密貨幣、暗網及絲路背後的意識形態歸功於提摩太的加密無政府主義。 1994年，提摩太在《密碼書》（cyphernomicon）中論述密碼學將削弱國家權力在信息空間中的力量，更進一步定義加密無政府主義為加密資本主義的一種形式，即網路上的匿名市場。